# Josepha Gasch-Muche
Josepha Gasch-Muche (geb. 1944 im Saarland) ist eine deutsche Künstlerin.

## Leben
Josepha Gasch-Muche studierte von 1974 bis 1980 Zeichnung bei Günter Swiderski in Saarbrücken und ab 1982 Grafik und Radierung an der Akademie der bildenden Künste in Trier. Es folgte von 1980 bis 1983 ein Studium der Malerei bei Boris Kleint.
Sie lebt und arbeitet in Alfeld in Niedersachsen.

## Werk

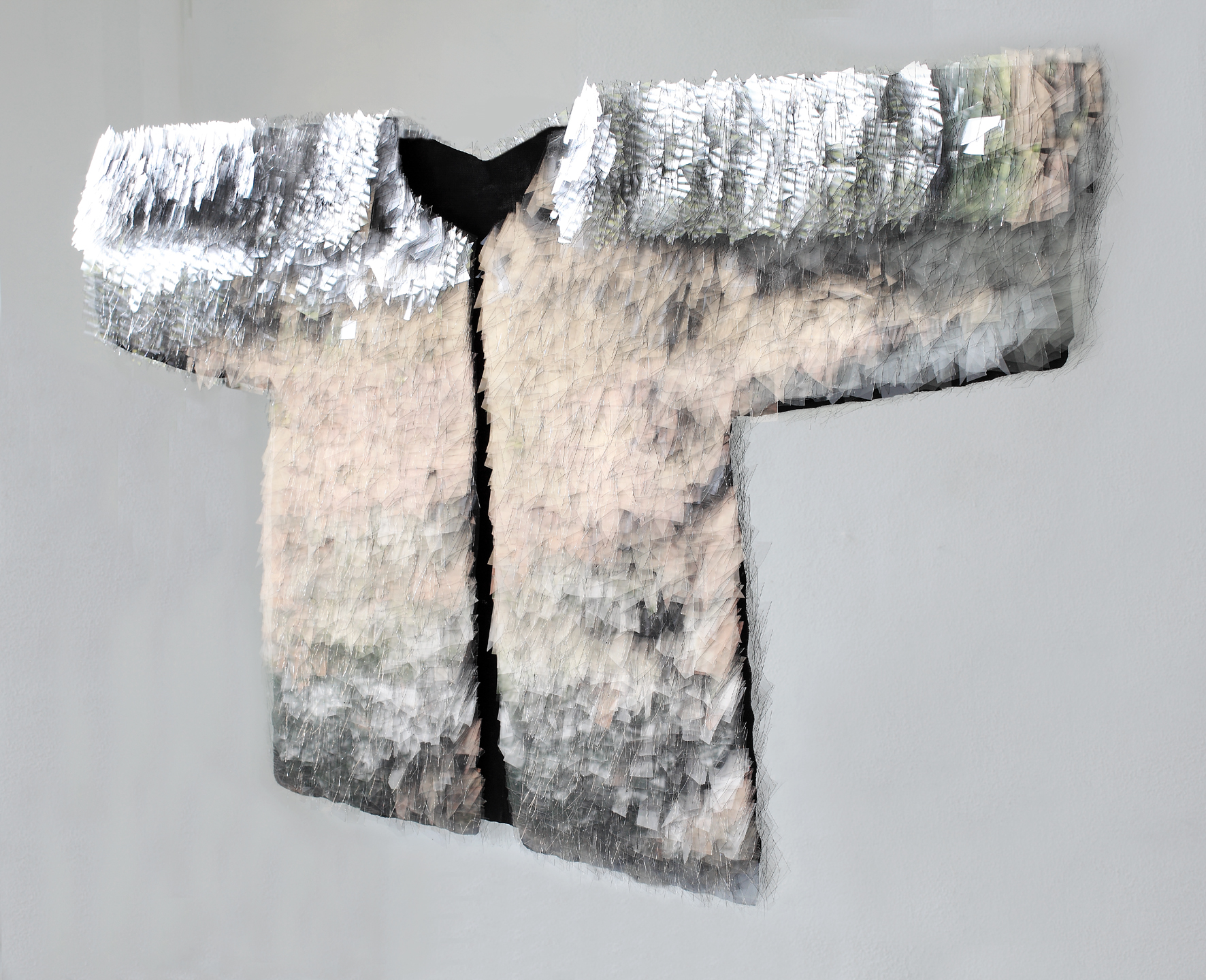
Gewand aus über- und nebeneinander angeordneten, abgebrochenen, unregelmäßigen Glassplittern

Seit 1998 arbeitet Gasch-Muche mit Glas. Zuvor hatte sie sich viele Jahre mit Radierung und Zeichnung beschäftigt, hatte von dort zu Strukturbildern gefunden, bei denen sie Drahtreste, Eisenspäne und Graphitstaub verwendete. Solche Offenheit für Materialexperimente mag ihrem Lehrer Boris Kleint zu verdanken sein, in dessen an Johannes Itten anschließende „Bildlehre“ die Beschäftigung mit der „Stofflichkeit“ verschiedener Materialien eine wichtige Rolle spielte. Sie entwickelte eine Methode, dünnes Display-Glas durch Zerbrechen mit einer Zange in kleine Glasscherben zu zerlegen, die sie dann über- und nebeneinander anordnet, bevor sie sie unsichtbar fixiert. So entstehen dreidimensionale Objekte wie Kuben, Wandobjekte und stilisierte Gewänder.

## Preise
- 2006: Coburger Glaspreis[5], Kunstsammlungen der Veste Coburg
- 2006: The Bombay Sapphire Prize[6], The Bombay Sapphire Foundation, London
- 2007: Silver Prize, The International Exhibition of Glass[7], Kanazawa (Japan)
- 2008: Bayerischer Staatspreis[8]

## Ausstellungen (Auswahl)

### Einzelausstellungen
- 2014: Lichtphänomene aus Glas[9], Roemer- und Pelizaeus-Museum Hildesheim
- 2022: Josepha Gasch-Muche – Glasobjekte[10], Lippische Gesellschaft für Kunst e. V., Schloss Detmold
- 2023: Josepha Gasch-Muche - Dangerous Beauty, Heller Gallery, New York, USA[11]
- 2024: Léposition : Josepha Gasch-Muche - Lumière - Musée du Verre - Francois Décorchemont - France

### Gruppenausstellungen (Auswahl)
- 2003: Internationale Glasmalerei der Gegenwart im Wandel, Deutsches Glasmalerei-Museum Linnich[12]
- 2006: Coburger Glaspreis für zeitgenössische Glaskunst in Europa, Kunstsammlungen der Veste Coburg
- 2007: The International Exhibition of Glass, Kanazawa (Japan)
- 2008: Le Verre, Orangerie du Domaine de Madame Elisabeth, Versailles
- 2012: Glasstress Beirut, Beirut Exhibition Center, Beirut[13]
- 2013: Revelations, Le salon des métiers d’art et de la création, Grand Palais, Paris
- 2014: Glass Today: 21st Century Innovations, New Britain Museum of American Art, New Britain, CT
- 2017: Glasstress – Biennale of Art, Palazzo Francetti, Venedig[14]
- 2022: Glasstress 2022 – State of Mind, Fondazione Berengo, Murano, Italy
- 2023: Glasstress 2023 - Unveiled Realities, Sopot, Polen[15]
- 2024: Glasstress 2024 - 8 1/2,  Fondazione Berengo Art Space, Murano, Italy
- 2024:… kollagiert – auch ohne Leim...  Stiftung Kunstgebäude Schlosshof Bodenburg - Bullenstall

## Bücher
- Lichtphänomene aus Glas. Distanz, Berlin 2014, ISBN 978-3-95476-079-4